# Politecnico di Bari
Koordinaten: 41° 6′ 31,2″ N, 16° 52′ 42,7″ O

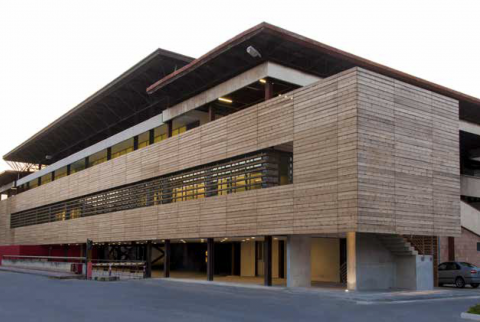
Hauptsitz des Politecnico

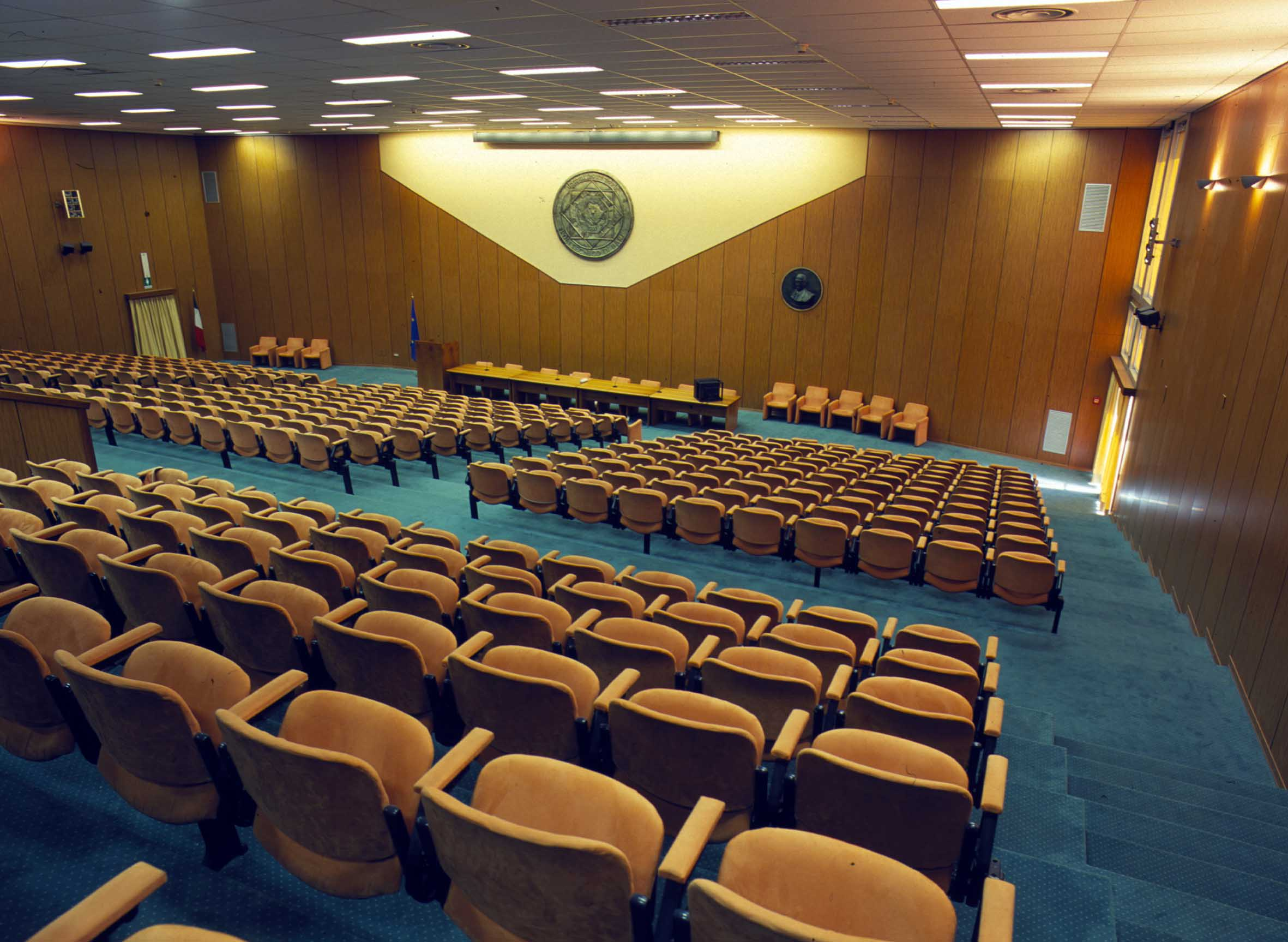
Audimax des Politecnico

Das Politecnico di Bari („Polytechnikum Bari“) ist eine 1990 gegründete staatliche Technische Universität mit Hauptsitz im süditalienischen Bari und Außenstellen in Foggia und Tarent (Apulien).

## Organisation und Studienangebot
Das Politecnico gliedert sich in fünf Fachbereiche (dipartimenti):
- Dipartimento di Ingegneria Elettrica e dell'Informazione (DEI) (Elektrotechnik und Informationstechnologie)
- Dipartimento di Ingegneria Meccanica, Matematica e Management (DMMM) (Mechanik, Mathematik und Management)
- Dipartimento Interateneo di Fisica (DIF) (Physik für alle Fachbereiche)
- Dipartimento di Scienze dell'Ingegneria Civile e dell'Architettura (DICAR) (Ingenieurwissenschaften und Architektur)
- Dipartimento di Ingegneria Civile, Ambientale, del Territorio, Edile e di Chimica (DICATECH) (Bauingenieurwesen, Umwelt und Chemie)

Hinzu kommt ein Sprachenzentrum und das Centro Interdipartimentale Magna Graecia.
Das Studienangebot umfasste 2016 elf ingenieurwissenschaftliche Bachelorstudiengänge (laurea triennale), zehn Masterstudiengänge (laurea magistrale biennale) und zwei nicht-konsekutive Master (laurea magistrale a ciclo unico). Darüber hinaus gibt es mehrere Weiterbildungsmaster und verschiedene Ph.D.-Programme.

## Geschichte
Das Politecnico entstand auf der Grundlage eines Gesetzes vom 7. August 1990. Die beiden alteingesessenen norditalienischen Technischen Universitäten in Mailand und Turin sollten um eine weitere staatliche Hochschule dieser Art in Süditalien ergänzt werden. Dazu wurden aus der Universität Bari die 1944 gegründete ingenieurwissenschaftliche Fakultät und die 1989 entstandene Fakultät für Architektur ausgegliedert und dem neuen Polytechnikum unterstellt. Anstoß zu diesem Schritt gab insbesondere der gute Ruf der ingenieurwissenschaftlichen Fakultät, auf dem das Politecnico di Bari aufbauen konnte. Bereits 1991 gründete das Politecnico eine weitere Fakultät für Ingenieurwesen in Tarent. Auf Grund eines Hochschulreformgesetzes von 2010 gab das Politecnico die bisherige Fakultätsstruktur auf und gliederte sich in fünf Dipartimenti. Im SCImago institutions ranking 2012 rangierte das Politecino di Bari vor den beiden Konkurrenten aus Mailand und Turin.